# Welder Rodrigues
Welder Rodrigues Bonfim (Brasília, 11 de maio de 1970) é um ator e humorista brasileiro. Iniciou sua carreira no teatro na cidade de Brasília. Destacou-se no cenário cultural da cidade como apresentador do Jogo de Cena, ao lado de Ricardo Pipo. Integrou o grupo de teatro A Culpa é da Mãe em que contracenava com atores da cidade, entre outros, Ricardo Pipo e Adriana Nunes. Entre 1993 e 1996, foi ilustrador, cartunista e designer gráfico do jornal Correio Braziliense. Atualmente, é integrante do grupo Melhores do Mundo. Atuou no Zorra Total fazendo o personagem Jajá, dono do bordão Tô Doido, Tô Doido.

## Filmografia

### Teatro
| Título                             |
| ---------------------------------- |
| Espetáculo de Natal - Dingou Béus  |
| Notícias Populares (também em DVD) |
| Jogo de Cena                       |
| Sexo - A Comédia                   |
| Hermanoteu na Terra de Godá        |

### Filmes
| Ano  | Título                                | Personagem            | Nota           |
| ---- | ------------------------------------- | --------------------- | -------------- |
| 2005 | À Espera da Morte                     | [ 5 ]                 | Curta-metragem |
| 2021 | Hermanoteu na terra de Godah: O filme | vários personagens    |                |
| 2023 | Fervo                                 | Atendente             |                |
| 2023 | Ritmo de Natal                        | Melchior (Rei Mago 3) |                |
| 2025 | MMA - Meu Melhor Amigo                | Everaldo Mascarenhas  |                |

### Televisão
| Ano     | Título                          | Papel                                                         | Notas                                             |
| ------- | ------------------------------- | ------------------------------------------------------------- | ------------------------------------------------- |
| 2006-09 | Zorra Total                     | Jajá                                                          |                                                   |
| 2014-19 | Tá no Ar: a TV na TV            | Jorge Bevilacqua (quadro Jardim Urgente) / Vários Personagens |                                                   |
| 2015-20 | Zorra                           | Vários Personagens                                            |                                                   |
| 2017    | Planeta B                       | Olavo Jatobá                                                  |                                                   |
| 2018-19 | A Gente Riu Assim               | Vários personagens / Jorge Bevilacqua                         | Especiais de fim de ano                           |
| 2019-21 | Escolinha do Professor Raimundo | Suppapou Uaçi                                                 |                                                   |
| 2020    | Fora de Hora                    | Vários personagens                                            |                                                   |
| 2020    | Simples Assim                   | Robanaldo                                                     | Episódio: "10 de outubro"                         |
| 2022-23 | Mar do Sertão                   | Sebastião Bodó Vindouro Menezes (Sabá Bodó)                   |                                                   |
| 2023    | No Corre                        | Andrade                                                       | Episódio: "Pet Pelúcia" Episódio: "O Golpe Tá Aí" |
| 2024    | Encantado's                     | José (Zé do Barracão)                                         | Episódio: "Funcionário do Mês"                    |
| 2024    | No Rancho Fundo                 | Sebastião Bodó Vindouro Menezes (Sabá Bodó)                   |                                                   |
| 2024    | Vem que Tem                     | Papai Noel                                                    | História: Brastemp                                |
| 2025    | Pablo & Luisão                  | Caçador / Matador                                             | Episódio: "Galo Pica-Pau"                         |

### Internet
| Ano  | Título  | Personagem | Nota                       |
| ---- | ------- | ---------- | -------------------------- |
| 2022 | Novelei | Jamanta    | Episódio: "Torre de Babel" |

## Prêmios e indicações
| Ano  | Prêmio          | Categoria | Trabalho             | Resultado | Ref.   |
| ---- | --------------- | --------- | -------------------- | --------- | ------ |
| 2016 | Melhores do Ano | Comédia   | Tá no Ar: a TV na TV | Indicado  | [ 14 ] |
| 2017 | Melhores do Ano | Comédia   | Tá no Ar: a TV na TV | Indicado  | [ 15 ] |
| 2018 | Melhores do Ano | Comédia   | Tá no Ar: a TV na TV | Indicado  |        |
| 2019 | Melhores do Ano | Comédia   | Tá no Ar: a TV na TV | Indicado  | [ 16 ] |